# Tan Zongliang
Tan Zongliang (chinesisch 譚宗亮, Pinyin Tán Zōngliàng; * 29. Oktober 1971 in Weifang) ist ein ehemaliger chinesischer Sportschütze.

## Erfolge
Tan Zongliang nahm fünfmal an Olympischen Spielen teil. 1996 in Atlanta qualifizierte er sich mit 581 Punkten als Achter im Wettbewerb mit der Luftpistole für das Finale. In diesem erzielte er 101,0 Punkte, den Höchstwert in der Finalrunde, und verbesserte sich damit noch auf den sechsten Platz. Vier Jahre darauf verpasste er in Sydney mit der Luftpistole als Elfter mit 578 Punkten das Finale um drei Punkten. Auch 2004 in Athen missgelang ihm mit der Luftpistole knapp die Qualifikation, mit 582 Punkten wurde er Neunter. Mit der Freien Pistole wurde er mit 558 Punkten Zehnter. Bei den Olympischen Spielen 2008 in Peking fehlte ihm nur ein Punkt für den Finaleinzug mit der Luftpistole, sodass er den Wettbewerb mit 580 Punkten auf dem elften Rang beendete. Weitaus besser verlief der Wettbewerb mit der Freien Pistole, als er in der Qualifikation Erster mit 565 Punkten wurde. Im Finale fiel er mit 94,5 Punkten noch zwei Plätze zurück auf den dritten Rang, profitierte dann aber davon, dass der ursprüngliche zweitplatzierte Kim Jong-su wegen Dopings disqualifiziert wurde. So erhielt er hinter Jin Jong-oh und vor Wladimir Issakow die Silbermedaille. 2012 trat er in London lediglich nochmals im Wettbewerb mit der Luftpistole an, den er mit 581 Punkten auf dem zwölften Rang abschloss.
2002 in Lahti und 2006 in Zagreb wurde Tan mit der Freien Pistole Weltmeister. Darüber hinaus sicherte er sich 2002 mit der Luftpistolen-Mannschaft Silber und gewann 2006 sowohl mit ihr als auch im Mannschaftswettbewerb mit der Freien Pistole den Titel. Auf kontinentaler Eben war Tan ebenfalls sehr erfolgreich: im Jahr 2000 in Pulau Langkawi und auch 2007 in Kuwait wurde er im Einzel mit der Luftpistole Asienmeister. Bei Asienspielen gewann er 1998 in Bangkok Silbermedaillen im Einzel mit der Luftpistole und im Mannschaftswettbewerb mit der Freien Pistole, während ihm mit der Luftpistolen-Mannschaft der Titelgewinn gelang. In Busan wiederholte er 2002 diesen Erfolg mit der Luftpistolen-Mannschaft und gewann außerdem auch im Einzel sowie im Mannschaftswettbewerb mit der Freien Pistole die Goldmedaille. Den Einzelwettbewerb mit der Freien Pistole beendete er auf dem zweiten Platz. 2006 in Doha verteidigte er seine drei Titelgewinne aus 2002 in den beiden Luftpistolen-Konkurrenzen und im Mannschaftswettbewerb mit der Freien Pistole. Seine letzten beiden Medaillen bei Asienspielen erhielt Tan 2010 in Guangzhou, als er jeweils den zweiten Platz im Einzel und mit der Mannschaft in der Luftpistolendisziplin belegte.